# Тикси
Ти́кси (якут. Тиксии — «пристань, место встречи») — посёлок городского типа, центр Булунского улуса Республики Саха (Якутия). Крупный северный населённый пункт Якутии. 
Самый северный порт России, называемый также «Морские ворота Якутии».

## Этимология
Название поселения происходит от якутского слова Тиксии и переводится как — «отстой, пристань, место встречи».

## География

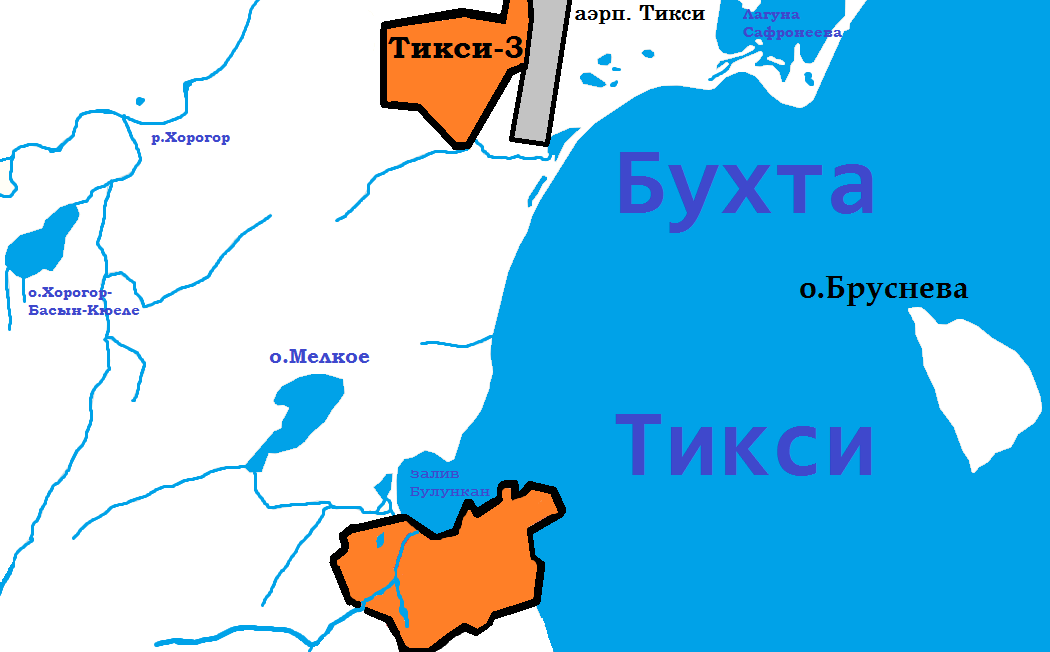
Посёлок Тикси на карте

Посёлок городского типа находится за Полярным кругом, к востоку от устья Лены на берегу одноимённой бухты в Море Лаптевых. Относится к районам Крайнего Севера. Расстояние до Якутска превышает 2200 км.

## История
Строительство морского порта Тикси и посёлка при нём было начато в рамках освоения и развития Северного морского пути и бассейна реки Лена. Строительство началось в сентябре 1933 года Лено-Хатангинской экспедицией Главсевморпути под руководством Б. М. Михайлова. Морским транспортом в бухту Тикси доставили 5,4 тыс. т грузов для обеспечения строительства. По Лене привезли уголь для зимовки и лес в плотах для строительства. Осенью были построены первые жилые и складские помещения, метеостанция, введены в строй два коротковолновых и один длинноволновый передатчик. В 1934 году в Тикси доставили морем 7,4 тыс. т грузов. В 1938 году началось строительство полноценного порта — до этого суда перегружались на рейде.
Статус посёлка городского типа населённый пункт получил в 1939 году. В 1941—1944 годах Тикси был пунктом формирования внутренних арктических конвоев. В 1957 году была открыта Полярная геокосмофизическая обсерватория «Тикси».

## Население
| 1939  | 1959  | 1970  | 1979  | 1989    | 2002  | 2009  | 2010  |
| ----- | ----- | ----- | ----- | ------- | ----- | ----- | ----- |
| 697   | ↗4833 | ↗8099 | ↗9505 | ↗11 649 | ↘5873 | ↘5566 | ↘5063 |
| 2011  | 2012  | 2013  | 2014  | 2015    | 2016  | 2017  | 2018  |
| ↗5178 | ↗5496 | ↘5023 | ↘4660 | ↘4557   | ↘4556 | ↗4604 | ↘4537 |
| 2019  | 2020  | 2021  | 2022  | 2023    |       |       |       |
| ↗4602 | ↗4793 | ↘4173 | ↗4201 | ↗4440   |       |       |       |

## Транспорт
Судоходство

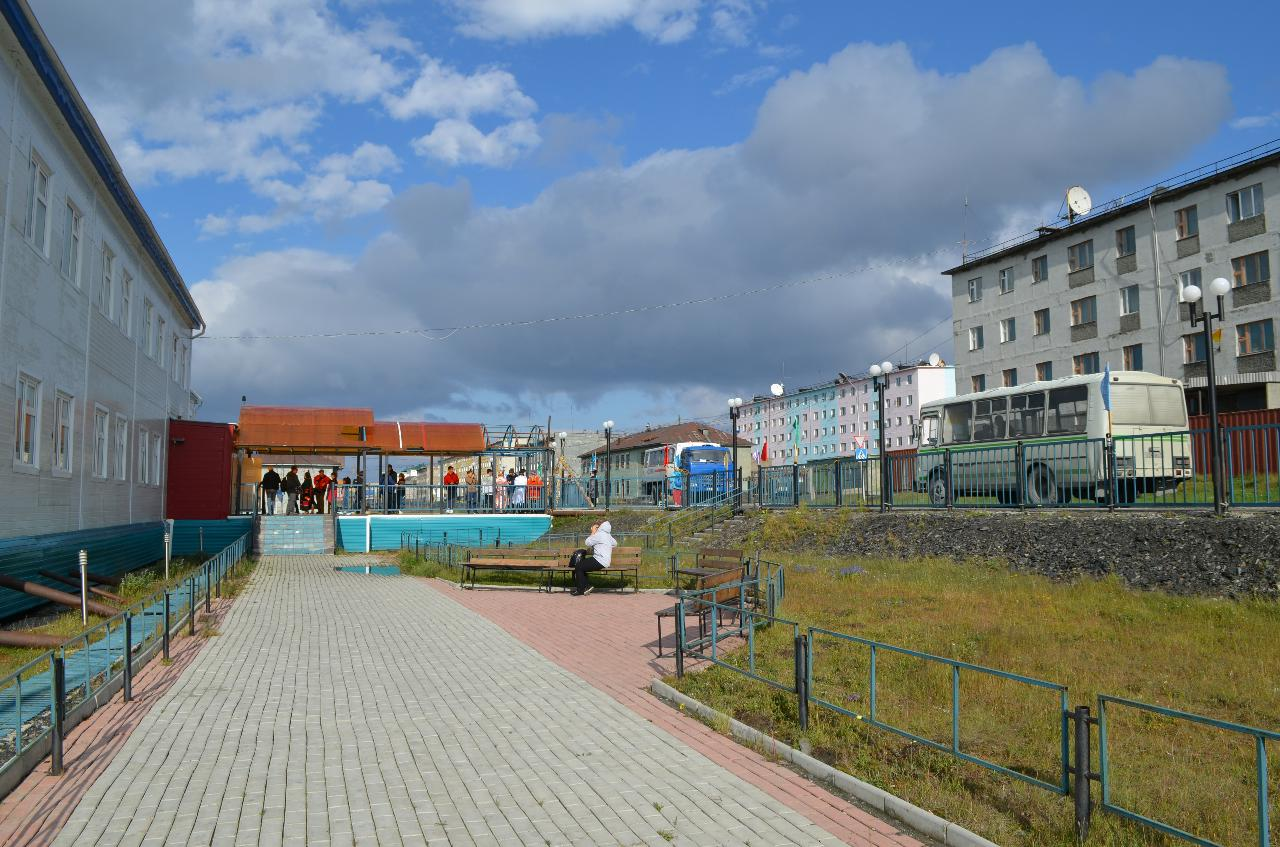
Ул. Ленинская

Порт Тикси — один из арктических портов России. Навигация длится менее трёх месяцев. С июня по сентябрь ходит речной пассажирский теплоход «Механик Кулибин» (7 рейсов за навигацию).
Авиация
Имеется аэропорт федерального значения, совместного базирования. На территории аэропорта размещаются воздушные суда государственной и гражданской авиации. 
Аэродром вновь введён в строй 10 апреля 2013 года. Он способен принимать самолёты Ан-24 (Ан-26), Ан-72 (Ан-74), Ан-12, Ан-140, DHC-8 — Q-300,-400, Ил-18, Ил-76, а также самолёты малой авиации и все типы вертолётов.

## Интернет
Тикси является звеном в строящейся трансарктической коммуникационной сети ПВОЛС «Полярный экспресс». 

## Достопримечательности
- Типография.
- Музеи:

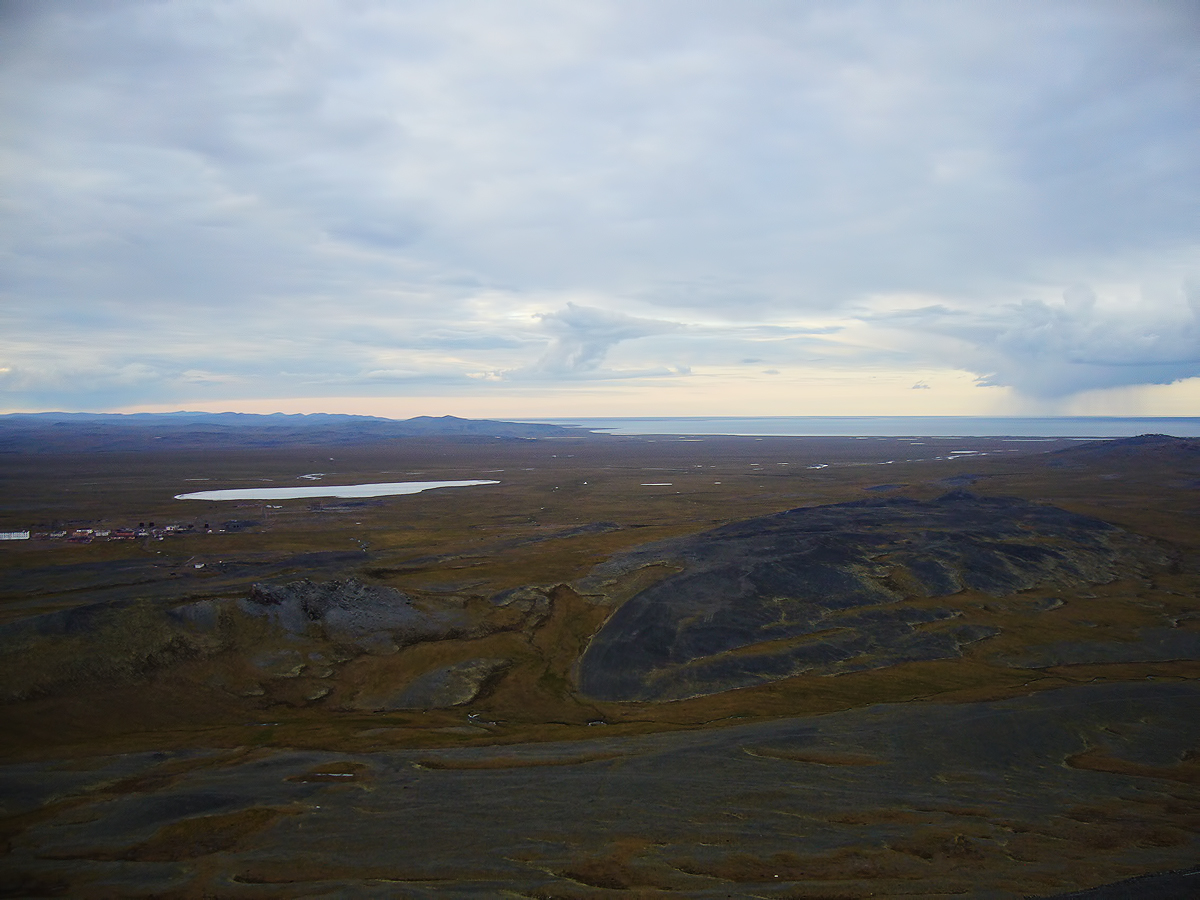
Ландшафт тундры. Тикси.

  - Изобразительного искусства и культуры Арктики,
  - Природный заповедник «Усть-Ленский».
- Деревянный храм Спаса Нерукотворного в п. Тикси-3 (построен в 2006 году)[27].

## Климат
Посёлок находится за Полярным кругом. Климат — суровый, арктический. Морозы немного смягчает море; средняя температура января — −30 градусов, июля и августа (самых тёплых месяцев) — всего +7,6 и +7,7 градусов соответственно. Уже в первой половине сентября приходит климатическая зима, и кончается она только в середине июня. Круглый год возможны заморозки и морозы. С ноября по февраль оттепели исключены. Каждое лето случаются короткие, но жаркие периоды с температурой более 25 градусов.

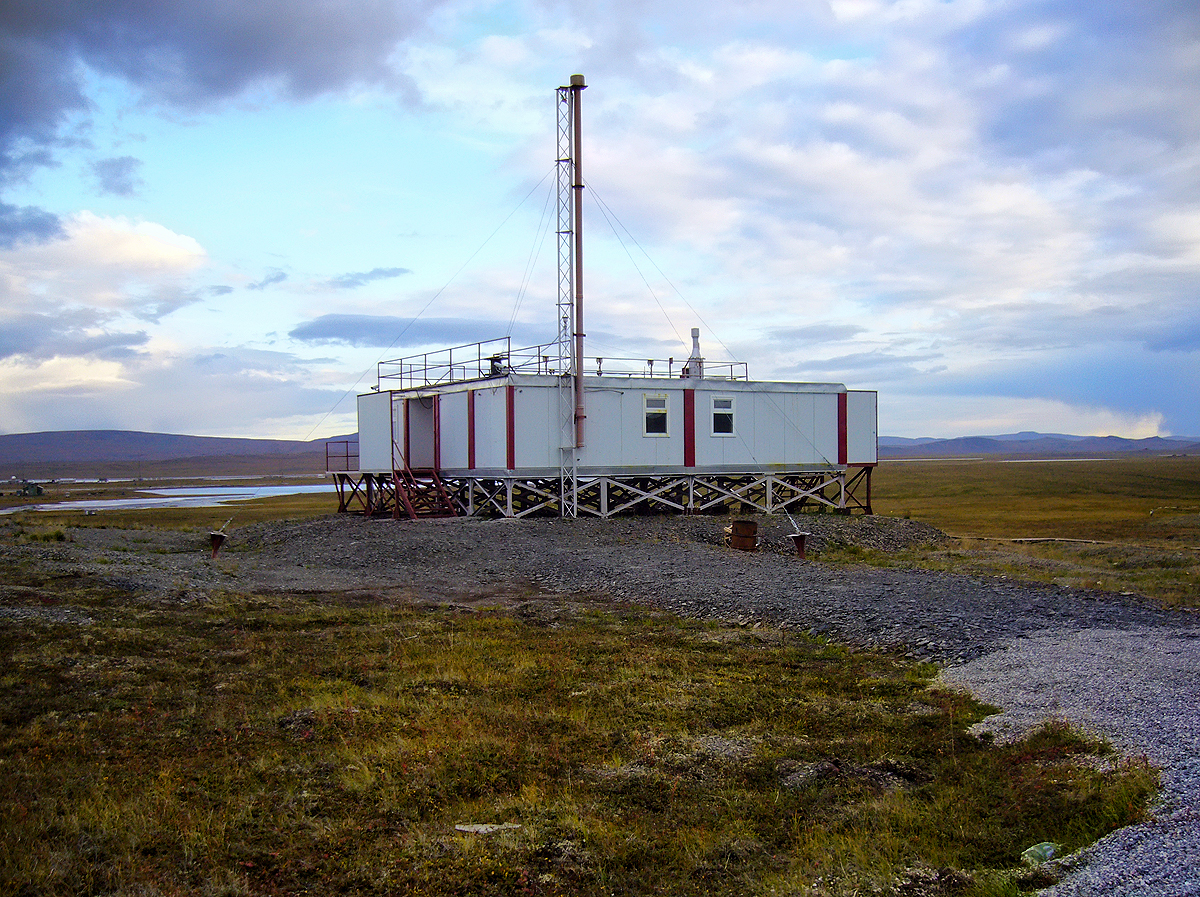
Международная обсерватория климатического мониторинга

Февраль 2013 года в Тикси оказался самым холодным месяцем года из всех когда-либо наблюдавшихся по средней температуре, его средняя температура составила −39,2 градусов. Самая низкая температура в Тикси в феврале 2013 года (−49,5 градусов) была на градус выше абсолютного минимума температуры в Тикси (−50,5 градусов). Перепад между среднемесячной температурой самого холодного и самого тёплого месяца составляет 42,8 градусов. Самая большая возможная высота снежного покрова составляет 99 см. Самый холодный месяц и по средней, и по минимальной температуре — февраль, по максимальной — январь. Апрель в Тикси имеет самую низкую среднемесячную температуру в России, его средняя температура в 2006 году оказалась рекордно низкой для России — −27,6 градусов. Полярная ночь в посёлке длится 67 суток, с 19 ноября по 24 января, полярный день — 86 суток, с 10 мая по 3 августа.
| Показатель                    | Янв.  | Фев.  | Март  | Апр.  | Май   | Июнь  | Июль | Авг. | Сен.  | Окт.  | Нояб. | Дек.  | Год   |
| ----------------------------- | ----- | ----- | ----- | ----- | ----- | ----- | ---- | ---- | ----- | ----- | ----- | ----- | ----- |
| Абсолютный максимум, °C       | −7,6  | −5,2  | 1,6   | 9,6   | 23,6  | 32,8  | 34,3 | 29,8 | 23,0  | 6,1   | −1,2  | −4,9  | 34,3  |
| Средний суточный максимум, °C | −26,7 | −26,1 | −22,1 | −13,5 | −2,6  | 7,2   | 12,1 | 11,1 | 4,2   | −7,9  | −20,1 | −25,1 | −9,1  |
| Средняя температура, °C       | −30,2 | −29,6 | −26,3 | −18,3 | −6,1  | 3,2   | 7,6  | 7,7  | 1,6   | −10,8 | −23,4 | −28,4 | −12,8 |
| Средний суточный минимум, °C  | −33,8 | −33,3 | −30,8 | −23,6 | −9,7  | 0,1   | 3,9  | 4,5  | −1,2  | −14,3 | −27,1 | −31,9 | −16,4 |
| Абсолютный минимум, °C        | −48   | −50,5 | −47,2 | −46,9 | −32,2 | −15,8 | −4   | −4   | −18,2 | −35   | −43,9 | −48,8 | −50,5 |
| Норма осадков, мм             | 21,9  | 16,8  | 11,2  | 9,8   | 13    | 26,6  | 45,2 | 49,7 | 27    | 16,4  | 17,5  | 22,3  | 321   |
| Источник: Погода и климат     |       |       |       |       |       |       |      |      |       |       |       |       |       |

| Показатель                                                   | Янв.  | Фев.  | Март  | Апр.  | Май   | Июнь | Июль | Авг. | Сен.  | Окт.  | Нояб. | Дек.  | Год   |
| ------------------------------------------------------------ | ----- | ----- | ----- | ----- | ----- | ---- | ---- | ---- | ----- | ----- | ----- | ----- | ----- |
| Абсолютный максимум, °C                                      | −7,6  | −6,5  | 1,6   | 9,6   | 19,4  | 29,8 | 31,2 | 25,7 | 20,4  | 4,6   | −0,1  | −10,5 | 31,2  |
| Средний суточный максимум, °C                                | −25,6 | −28,1 | −19,8 | −10,1 | −2    | 8,8  | 12,9 | 12,8 | 5,4   | −5,9  | −17,1 | −24,4 | −7,8  |
| Средняя температура, °C                                      | −29   | −31,3 | −23,8 | −14,6 | −5,2  | 4,3  | 8,7  | 9,4  | 2,8   | −8,5  | −20,1 | −27,7 | −11,2 |
| Средний суточный минимум, °C                                 | −32,4 | −35,1 | −28,3 | −19,6 | −8,7  | 1,0  | 5,1  | 6,0  | 0,0   | −11,7 | −23,4 | −31,1 | −14,8 |
| Абсолютный минимум, °C                                       | −45,7 | −49,5 | −43,6 | −38,5 | −28,6 | −6,2 | −0,4 | −1   | −11,5 | −34,4 | −38,4 | −42,3 | −49,5 |
| Норма осадков, мм                                            | 26    | 8     | 12    | 7     | 18    | 31   | 44   | 43   | 25    | 13    | 21    | 29    | 276   |
| Средняя влажность, %                                         | 83    | 83    | 84    | 84    | 84    | 83   | 81   | 81   | 84    | 84    | 83    | 84    | 83    |
| Средняя скорость ветра, м/с                                  | 5,7   | 3,9   | 4,1   | 3,6   | 4,1   | 4,2  | 4,4  | 4,5  | 4,6   | 4,6   | 5,5   | 5,0   | 4,5   |
| Источник: Погода и Климат (компиляция данных с метеостанции) |       |       |       |       |       |      |      |      |       |       |       |       |       |

## Топографические карты
- Лист карты R-52-II,III,IV,V.

## Статьи
- Сергей Доля. Тикси - Морские ворота Якутии. ЖЖ (11 апреля 2016). Дата обращения: 9 сентября 2016.